# Liste der Kulturdenkmäler in Neunkirchen am Potzberg
In der Liste der Kulturdenkmäler in Neunkirchen am Potzberg sind alle Kulturdenkmäler der rheinland-pfälzischen Ortsgemeinde Neunkirchen am Potzberg aufgeführt. Grundlage ist die Denkmalliste des Landes Rheinland-Pfalz (Stand: 6. September 2022).

## Einzeldenkmäler
| Bezeichnung                 | Lage                   | Baujahr | Beschreibung | Bild            |
| --------------------------- | ---------------------- | ------- | --- | --------------- |
| Protestantische Pfarrkirche | Kirchbergstraße 9 Lage | 1818    | nachbarocker Saalbau mit Dachreiter, 1818, Architekt Paul Camille von Denis, Kaiserslautern; Substruktionsmauer; mit Ausstattung | Fotos hochladen |